# Naoki Matsuda
Naoki Matsuda (jap. 松田 直樹 Matsuda Naoki; * 14. März 1977 in Kiryū; † 4. August 2011 in Matsumoto) war ein japanischer Fußballspieler. Zuletzt stand der Verteidiger beim Matsumoto Yamaga FC unter Vertrag.

## Karriere

### Verein
Matsuda wurde in der Maebashi Ikuei High School fußballerisch ausgebildet, ehe er 1995 in den Profikader der Yokohama F. Marinos aufgenommen wurde. Seither entwickelte er sich zu einer der Identifikationsfiguren des Vereins. Zu seinen größten Erfolgen zählen die Gewinne der J. League in den Jahren 1995, 2003 und 2004 sowie des nationalen Pokals 2001. In den Jahren 2000 und 2002 wurde er zudem in die Best Eleven gewählt, einer Auswahl der besten Spieler einer vergangenen Spielzeit. Matsuda gehört regelmäßig zum Stammpersonal seines Klubs und absolvierte abgesehen von 1998 und 2007 immer fünfundzwanzig oder mehr Pflichtspiele für die Marinos. Zwischenzeitlich stieg er zudem zum Mannschaftskapitän seines Teams auf. Insgesamt lief Matsuda in 15 Jahren 385 mal für die Yokohama F. Marinos auf.
Am 2. August 2011 kollabierte Matsuda beim Training und wurde bewusstlos ins Krankenhaus eingeliefert. Zwei Tage später starb er an den Folgen eines Herzinfarkts.
Mit seinen fast 500 Pflichtspielen für Yokohama F. Marinos stellte Matsuda den Vereinsrekord auf und liegt deutlich vor Yoshiharu Ueno (393 Spiele) und Norio Omura (311 Spiele), die auf den Plätzen zwei und drei folgen (Stand: Dezember 2009).

### Nationalmannschaft
Matsuda vertrat die Farben der japanischen Nationalmannschaft erstmals bei den Olympischen Sommerspielen 1996. Zuvor spielte er bereits für die Junioren-Mannschaften seines Heimatlandes. 1993 war er im Kader bei der U-17-Weltmeisterschaft, bei der er zu vier Einsätzen kam. 1995 spielte der Defensivakteur mit der U-20 bei der WM in Katar.
Vier Jahre später erhielt er seine erste Berufung für die A-Nationalmannschaft und spielte mit dieser bei der Asienmeisterschaft 2000 im Libanon. Dort kam er in drei Spielen zum Einsatz. Sein Debüt beim Asien-Cup gab der Verteidiger am 14. Oktober 2000 beim 4:1-Sieg gegen Saudi-Arabien. Trotzdem musste er für die beiden folgenden Gruppenspiele und das Viertelfinale seinen Platz räumen. Erst im Halbfinale und schließlich im Endspiel um den Titel war Matsuda wieder im Einsatz. Das Finale, erneut gegen Saudi-Arabien, gewann die Japaner mit 1:0, so dass der Defensivspieler seinen ersten großen Erfolg im Nationaltrikot feiern konnte. Im Folgejahr war Matsuda Teil des Aufgebots von Trainer Philippe Troussier beim Confederations Cup 2001. Japan schaffte es auch hier bis ins Finale. Matsuda, mit vier Einsätzen von möglichen fünf, stand bei der 0:1-Finalniederlage gegen Frankreich in der Starformation seines Verbandes und absolvierte die volle Spielzeit. 2002 wurde der Abwehrspieler wieder von Troussier berufen, um an der WM im eigenen Land teilzunehmen. Zusammen mit Tsuneyasu Miyamoto und Kōji Nakata bildete Matsuda die Defensive seines Teams. Nachdem man die Vorrunde als Gruppensieger bewältigte, scheiterte die Mannschaft am späteren Drittplatzierten Türkei mit 0:1 im Achtelfinale. Matsuda war neben Koji Nakata und Seigō Narazaki der einzige Akteur, der keine Minute seines Teams bei der WM verpasste.
Zwei Jahre später gehörte der Verteidiger erneut zum Kader bei der Asienmeisterschaft. In China gelang es dem Team seinen Titel zu verteidigen. Matsuda kam jedoch nur im Viertelfinale gegen Jordanien zu einem Kurzeinsatz, als er in der Verlängerung in der 115. Minute für Makoto Tanaka eingewechselt wurde. Seit 2005 fand Matsuda keine Berücksichtigung mehr für die Nationalmannschaft. 2000, 2001 und 2002 spielte er mit Japan beim Wettbewerb um den Kirin Cup, der 2000 und 2001 gewonnen wurde.

## Erfolge

### Nationalmannschaft
- Asienmeisterschaft: 2000, 2004
- Kirin Cup: 2000, 2001

## Individuell
- Best Eleven (Mitglied der besten Mannschaft der J.League): 2000, 2002